# Каттерик, Гарри
Га́рри Ка́ттерик (англ. Harry Catterick; 26 ноября 1919 — 9 марта 1985) — английский футболист и футбольный тренер. В качестве игрока выступал за клубы «Эвертон» и «Кру Александра». В дальнейшем работал главным тренером футбольных клубов «Кру Александра», «Рочдейл», «Шеффилд Уэнсдей», «Эвертон» и «Престон Норт Энд». Двукратный чемпион Англии в качестве главного тренера «Эвертона».

## Карьера игрока
Его отец, Гарри Каттерик-старший, был футболистом и тренером в штабе клуба «Стокпорт Каунти». Каттерик-младший на любительском уровне играл за «Стокпорт» и за «Чидл Хит Номадс», после чего подписал любительский контракт с ливерпульским «Эвертоном» в 1937 году. Параллельно работал помощником механика судовых двигателей.
Начало его профессиональной футбольной карьеры было сильно отложено из-за войны. В военное время он играл за «Эвертон» (55 забитых мячей в 71 матче), «Манчестер Юнайтед» и «Стокпорт Каунти».
Официально дебютировал за «Эвертон» только в августе 1946 года в возрасте 26 лет. Выступал за «ирисок» до 1951 года. С 1951 по 1953 год был играющим тренером в клубе «Кру Александра».

## Тренерская карьера
После двух лет в клубе «Кру Александра», где он был играющим тренером, в 1953 году Каттерик завершил карьеру игрока и занялся исключительно тренерской работой. В том же году он возглавил клуб «Рочдейл», где провёл последующие пять лет.
В 1958 году стал главным тренером «Шеффилд Уэнсдей». В сезоне 1958/59 выиграл с командой Второй дивизион Футбольной лиги, а в следующем сезоне дошёл до полуфинала Кубка Англии, где проиграл «Блэкберну». В сезоне 1960/61 под руководством Каттерика «Уэнсдей» занял второе место в чемпионате, уступив титул «Тоттенхэму», который выиграл «дубль» в том сезоне. Уже в апреле 1961 года, ещё до официального завершения сезона, Каттерик покинул «Уэнсдей», приняв предложение «Эвертона» и став его главным тренером.
В «Эвертоне» Каттерик сменил на тренерском посту Джонни Кэри и подписал несколько новых игроков. Под руководством Каттерика «Эвертон» выиграл два чемпионских титула (в сезонах 1962/63 и 1969/70) и Кубок Англии (в 1966 году.
5 января 1972 года Каттерик перенёс инфаркт миокарда и провёл две недели в больнице. После этого он вернулся к тренерской работе, но в апреле 1973 года покинул пост главного тренера из-за опасений по поводу здоровья, став одним из директоров «Эвертона». В августе 1975 года стал главным тренером «Престон Норт Энд», проработав на этой должности до мая 1977 года. Впоследствии работал скаутом в «Саутгемптоне».

### Соперничество с Шенкли
На протяжении большей части тренерской работы Каттерика в «Эвертоне» аналогичную должность в «Ливерпуле», главном сопернике «ирисок», занимал Билл Шенкли. Шенкли был экстравертом, ему нравилось «работать на публику», тогда как Каттерик был интровертом и не любил делиться информацией о своей команде с прессой, избегая даже раскрывать схему, по которой играла его команда. Он требовал, чтобы составы «Эвертона» на матч указывались в алфавитном порядке, чтобы тренеры соперника не могли легко понять схему игры и расстановку его футболистов.
Также Каттерик не любил телевизионные съёмки, так как не хотел, чтобы по ним можно было изучить стиль игры «Эвертона». Шенкли же, напротив, приветствовал показы матчей по телевидению, полагая, что это «внушает страх» командам-соперникам.
В марте 1967 года Каттерик связался с Майком Эллисом, корреспондентом газеты The Sun в Мерсисайде, и поведал ему «эксклюзивную историю» о том, что «Эвертон» не смог подписать игрока «Престон Норт Энд» Говарда Кендалла, который якобы предпочёл перейти в «Ливерпуль». Газета вышла с заголовком «Шенкли подписывает Кендалла», однако не прошло и дня, как было объявлено о том, что футболист подписал контракт с «Эвертоном». Считалось, что таким образом Каттерик хотел уязвить Билла Шенкли с помощью прессы, любимого оружия главного тренера «Ливерпуля».

## Тренерская статистика
| Команда          | Начало работы   | Завершение работы | Показатели | Показатели | Показатели | Показатели | Показатели |
| Команда          | Начало работы   | Завершение работы | М          | В          | Н          | П          | % побед    |
| ---------------- | --------------- | ----------------- | ---------- | ---------- | ---------- | ---------- | ---------- |
| Кру Александра   | 1 декабря 1951  | 1 июня 1953       | 75         | 31         | 11         | 33         | 041,3      |
| Рочдейл          | 1 июня 1953     | 1 мая 1958        | 238        | 88         | 58         | 92         | 037,0      |
| Шеффилд Уэнсдей  | 1 августа 1958  | Апрель 1961       | 138        | 77         | 31         | 30         | 055,8      |
| Эвертон          | Апрель 1961     | 12 апреля 1973    | 597        | 278        | 157        | 162        | 046,6      |
| Престон Норт Энд | 27 августа 1975 | 1 мая 1977        | 98         | 40         | 24         | 34         | 040,8      |
| Итого            | Итого           | Итого             | 1146       | 514        | 281        | 351        | 044,9      |

## Смерть
Каттерик умер от инфаркта миокарда вскоре просмотра матча между «Эвертоном» и «Ипсвич Таун» в Кубке Англии, который прошёл на «Гудисон Парк» 9 марта 1985 года и завершился со счётом 2:2. Ему было 65 лет. Интересно, что за пять лет до этого также во время просмотра игры «Эвертона» в директорской ложе «Гудисон Парк» умер легендарный нападающий Дикси Дин, тоже от сердечного приступа. В переигровке матча против «Испвича» «Эвертон» выиграл со счётом 1:0, а игроки «ирисок» надели на себя чёрные траурные повязки в память о Каттерике.
Похоронен на кладбище приходской церкви святой Анны (Parish Church of St Annes) в Ланкашире. На его надгробие нанесён девиз «Эвертона» Nil satis nisi optimum.

## Достижения
Шеффилд Уэнсдей
- Чемпион Второго дивизиона: 1958/59

Эвертон
- Чемпион Первого дивизиона (2): 1962/63, 1969/70
- Обладатель Кубка Англии: 1966
- Обладатель Суперкубка Англии (2): 1963, 1970